# Angelsaksische kroniek

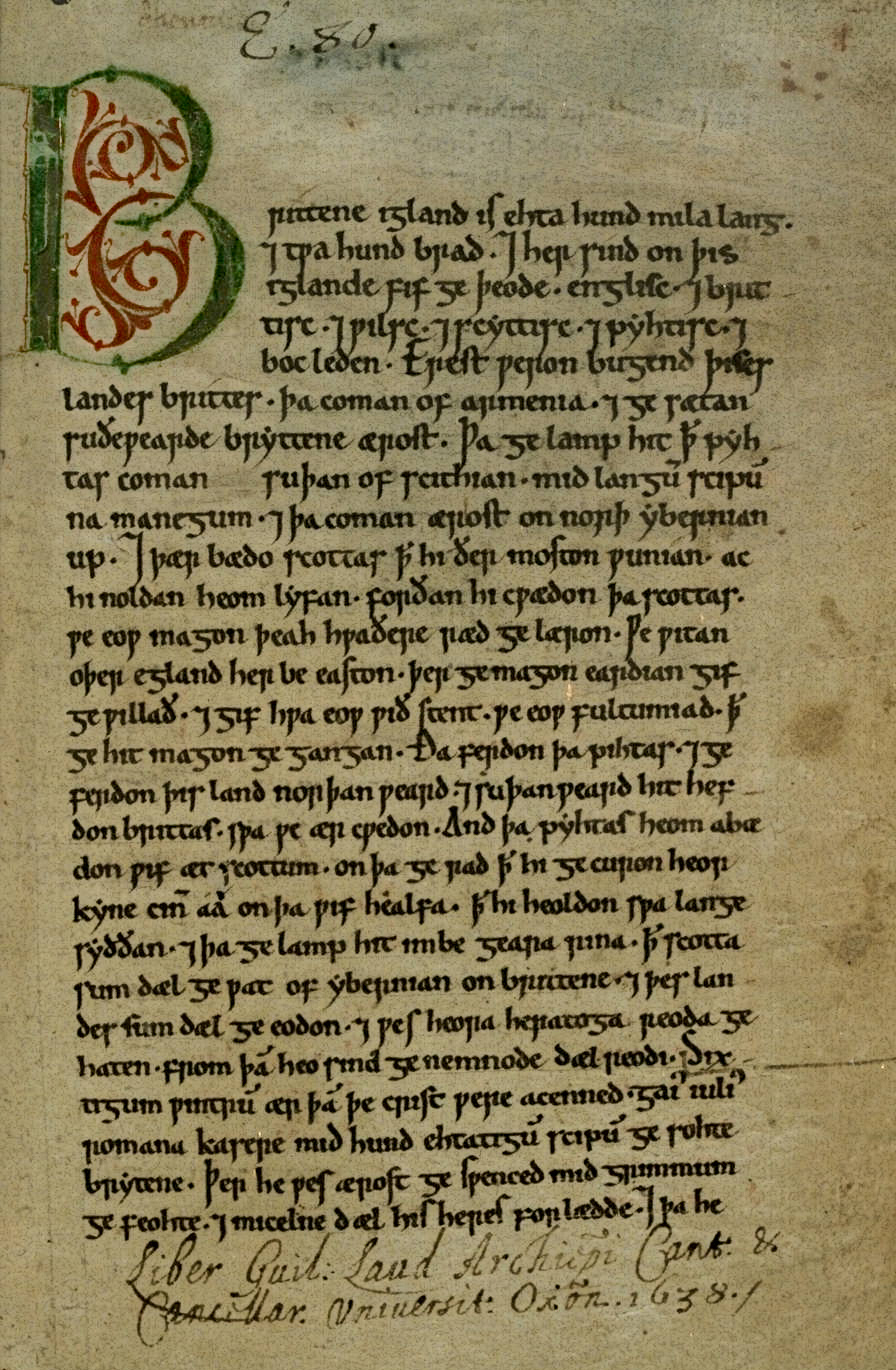
Pagina van de Peterborough Chronicle

De Angelsaksische kroniek (Engels: Anglo-Saxon Chronicle) is een verzameling manuscripten, gedeeltelijk kopieën, die de geschiedenis beschrijft van de Angelsaksen en hun vestiging op de Britse Eilanden. Het zijn annalen, beginnend met het jaar  60 v.Chr. (de datum in de kroniek van Caesars invasies van Britannia) en loopt door tot diep in de 12e eeuw.
De kroniek ontstond in de tijd van koning Alfred de Grote, tussen 871 en 899. Het oudste manuscript staat bekend als de Parker Chronicle (naar een vroegere eigenaar ervan, Matthew Parker) of de Winchester Chronicle.
De kroniek bevat de eerste Europese aaneengesloten geschiedschrijving in een Germaanse landstaal. Van de zeven nog bestaande manuscripten zijn er zes geschreven in Oudengels of vroeg Middelengels, het zevende bevat een mengeling van Oudengels en Latijn.
De kroniek ontstond vooral als middel om gebeurtenissen op datum te boekstaven en ordenen. Alom bestond het geloof dat de wereld in het jaar 1000 zou vergaan en men achtte het belangrijk zijn plaats aan het eind der tijden vast te leggen. De annalen werden voornamelijk bewaard en bewerkt in kloosters en waren vaak plaatsgebonden. Zo werden opbrengst van de oogst en bijenschaarste vermeld terwijl verder weg gelegen politieke gebeurtenissen werden genegeerd.
Veel van de informatie is uit de tweede hand of is gebaseerd op geruchten over gebeurtenissen die elders plaatsvonden. De geschiedschrijving kan daardoor onbetrouwbaar zijn. Voor sommige perioden en plaatsen is de kroniek echter de enige belangrijke nog bestaande bron van informatie. De manuscripten werden op verschillende plaatsen geschreven en vertonen tekenen van bepaalde vooroordelen die bij de schrijvers leefden.

## Handschriften
De nog bestaande handschriften zijn:
- Manuscript A: The Parker Chronicle (Corpus Christi College, Cambridge, MS. 173); Cottonian Fragment (Londen, British Library, Cotton MS. Otho B xi, 2)
- Manuscript B: The Abingdon Chronicle I (British Library, Cotton MS. Tiberius A vi.)
- Manuscript C: The Abingdon Chronicle II (British Library, Cotton MS. Tiberius B i.)
- Manuscript D: The Worcester Chronicle (British Library, Cotton MS. Tiberius B iv.)
- Manuscript E: The Laud (of "Peterborough") Chronicle (Oxford, Bodleian Library, MS. Laud 636)
- Manuscript F: The Bilingual Canterbury Epitome (British Library, Cotton MS. Domitian A viii.) - optekeningen in het Engels en het Latijn.
- Manuscript H: Cottonian Fragment (British Library, Cotton MS. Domitian A ix.)
- Manuscript I: An Easter Table Chronicle (British Library, Cotton MS. Caligula A xv.)